# 加佐登調整池
加佐登調整池（かさどちょうせいち）は、三重県鈴鹿市にある人造湖。白鳥湖（しらとりこ）ともいう。一級河川・鈴鹿川水系椎山川に建設された、高さ28.7メートルのアースダムで、かんがい・上水道・工業用水を目的とする、水資源機構の多目的ダムである。

## 概要
ダムは高さ28.7mのアースダムで、内部に設けた泥岩や砂礫のコア（遮水部）によって水をせき止める「コアゾーン型フィルダム」の一種である。
ダムは加佐登ダム、ダム湖は白鳥湖（しらとりこ）とも呼ばれる。
独立行政法人水資源機構三重用水管理所が管理、鈴鹿市へ農業用水と工業用水を供給する。
椎山川以外にも中里ダム・菰野調整池からの導水も受け入れる、三重用水の調整池のひとつでもある。

## 周辺
- 白鳥塚古墳
- 加佐登神社
- 鈴鹿フラワーパーク
- 観音寺